# James Bowman
James Langstaff Bowman, född 6 oktober 1879 i Thornhill, Ontario, död 14 september 1951 i Dauphin, Manitoba, var en kanadensisk politiker och curlingspelare. Han var med i laget som vann uppvisningsgrenen curling i de olympiska vinterspelen 1932 i Lake Placid.